# شارع محمد الخضري
شارع الخضري أو شارع محمد الخضري أحد شوارع حمص التجارية ويشكل أكبر منطقة تجارية في جنوب مدينة حمص.

## التاريخ
يعود توطن السكان في شارع الخضري إلى أربعينات القرن العشرين، وكان في ذلك الوقت لا يتجاوز عدد سكانه 200 نسمة، وهو جزء من منطقة وادي الذهب الريفية في ذلك الوقت، وفي الخمسينات نما العمران فيه نتيجة الهجرة من الريف إلى المدينة بحثا عن العمل والتعليم الأفضل. واستمر تزايد السكان ليشكل نواة النمو السكاني لحي وادي الذهب.

## الموقع
يبدأ الشارع من تقاطع تفرع أوتستراد الأهرام مع شارع باب الدريب، ويوجد في بدايته مدرسة سعد عاقل الإعدادية للذكور، ومسجد الإمام علي، ثم يمتد بطول 2.2 كم تقريبا، وينتهي بتقاطعه مع شارع الجلاء. ويوجد في نهايته مستوصف الباسل (مبنى العيادات الشاملة). ويتصل الشارع بأوتستراد الأهرام بشوارع فرعية كثيرة، أهمها الطريق الممتد من دوار مساكن الشرطة، والطريق الممتد من شارع سامي الشوا ويشتهر بتسميته المحلية (تقاطع الأناقة) نسبة إلى محل خياطة مشهور في تلك المنطقة. ويتفرع من الحي طرقات رئيسية تؤدي إلى عدد من الأحياء (كرم اللوز، حي الورود، حي النزهة، كرم الزيتون).

## النشاط البشري والتجاري
بلغ عدد المحلات في الحي ما يزيد عن 250 محلا تجاريا، يتركز نشاطها على بيع الألبسة والأجهزة الإلكترونية، إضافة لوجود عدد من المقاهي. ونظرا لكثافة الحركة البشرية والمرورية وضيق الشارع يحدث الازدحام الشديد. أهم المرافق والخدمات:
- مشفى كرم اللوز: وهو مشفى حكومي صغير، بُني كتطوير لمستوصف كرم اللوز، ويستقبل يوميا حوالي 800-1200 مراجع.[3][4]
- مسجد الإمام علي (حمص).
- مدرسة سعد عاقل.
- مدرسة البحتري .
- صالات بيع أجهزة إلكترونية وتجهيزات منزلية ومراكز صيانة رئيسية.
- مقاهي.
- مؤسسات مدنية (3 فرق مسرحية، ورشات رسم، فرقتين موسيقيتين، معهد تخصصي لمعالجة صعوبات النطق والتعلم، معاهد تعليم للغات).

## الحرب السورية 2011
لم يشهد الشارع اشتباكات مسلحة، لكنه تعرض لعدد كبير من القذائف، وعدد من التفحيرات بسيارات مفخخة كان أكبرها تفجير عام 2014 الذي تسبب بمقتل أكثر من 300 مدني وتسب بانهيار عدد من المنازل ودمار كبير في المحال والبيوت السكنية.
لم يشهد الشارع اشتباكات مسلحة، لكنه تعرض لعدد كبير من القذائف، وعدد من التفحيرات بسيارات مفخخة كان أكبرها تفجير عام 2014 الذي تسبب بمقتل أكثر من 300 مدني وتسب بانهيار عدد من المنازل ودمار كبير في المحال والبيوت السكنية.
- شاهد على يوتيوب فيديو يوضح الدمار الكبير بسبب التفجير.